# Rodrigo de Souza Cardoso
Pour les articles homonymes, voir Cardoso.
Rodrigo de Souza Cardoso, dit Souza, né le 4 mars 1982 à Rio de Janeiro, est un footballeur brésilien, qui joue au poste d'attaquant.

## Biographie

### Flamengo
Après avoir fini meilleur buteur du championnat du Brésil 2006, il part jouer pour le Goiás Esporte Clube, et part ensuite jouer au Clube de Regatas do Flamengo au début de l'année 2007.

### Panathinaïkos
Souza quitte Flamengo pour partir jouer en Europe dans l'équipe grecque du Panathinaïkos en juillet 2008 pour une somme de 3 millions d'euros. Il inscrit son premier but pour son nouveau club lors des qualifications pour la Ligue des champions de l'UEFA 2008-2009 contre le Sparta Prague.

### Corinthians
Le 30 décembre 2008, Souza signe un contrat de trois ans avec le club pauliste des Corinthians.

### Carrière internationale
Rodrigo de Souza Cardoso a joué deux matchs internationaux avec l'équipe olympique du Brésil. Il a joué contre la Tchéquie le 16 janvier 2003 et contre l'Égypte le 20 janvier 2003.

## Palmarès

### Club
- Vasco da Gama
  - Campeonato Carioca : 2003
- Internacional
  - Campeonato Gaúcho : 2005
- Goiás
  - Campeonato Goiano : 2006
- Flamengo
  - Taça Guanabara : 2007, 2008
  - Campeonato Carioca : 2007, 2008
- Corinthians
  - Campeonato Paulista : 2009
  - Copa do Brasil : 2009

### Équipe nationale
- Championnat des moins de 17 ans de la CONMEBOL 1999
- Coupe du monde de football des moins de 17 ans 1999

### Individuel
- Bola de Prata lors du championnat du Brésil 2006
- Meilleur buteur Championnat des moins de 17 ans de la CONMEBOL 1999
- Meilleur buteur du championnat du Brésil 2006